# Waje
Aituaje Iruobe, née le 1er septembre 1980 au Nigeria, connue sous le nom de Waje (acronyme de Words aren’t just enough, qui peut se traduire en français par « les mots ne sont pas suffisants »), est une chanteuse nigériane. Elle a notamment participé au remake Omoge Mi de P-Square et a participé au duo de voix pour l'enregistrement de Do Me (2008). Elle a également interprété des pièces de Banky W et M.I. En 2016, elle est l'une des quatre juges de la première saison de la version nigériane de The Voice (en).

## Biographie
Waje naît à Akure, au Nigeria, puis sa famille déménage à Benin City, dans l'État d'Edo. Elle est l'aînée du couple, qui divorce alors qu'elle est encore jeune.
Waje fréquente le Word of Faith Group of Schools et se joint à la chorale de l'institution. Ses talents sont appréciés par l'archevêque Benson Idahosa (en), qui décide de soutenir Waje dans son parcours,.
Waje déménage à Nsukka et fréquente l'université du Nigeria à Nsukka, où elle obtiendra un diplôme en travail social. Au cours de ses études, elle continue de développer ses talents musicaux. Elle s'inspire de personnalités telles Whitney Houston et Aretha Franklin.

## Discographie

### Singles
| Année | Titre               | Album | Source |
| ----- | ------------------- | ----- | ------ |
| 2016  | Strong Girl (Remix) | NC    | [ 6 ]  |